# Епископ рашко-призренски Владимир
Владимир (световно име Љубомир Рајић) (Ужице, 11. јануар 1882 — Призрен, 14. фебруар 1956) је био епископ рашко-призренски Српске православне цркве у периоду 1947—1956. године.

## Биографија
Рођен је 11. јануара 1882. године у Ужицу, од оца Николе и мајке Јелене. У Ужицу је завршио основну школу и два разреда реалке. После тога је завршио Витанску (руску) духовну семинарију и 1907. године Московску духовну академију. По завршетку школовања се вратио из Русије у Србије и радио је као наставник у Крагујевцу, Ужицу, Шапцу, Београду, Скопљу, а од 1922 до 1938. године у Београду.
Замонашио се 4. маја 1937. године у манастиру Раваници, замонашио га патријарх српски Варнава.
У чин јерођакона рукоположен је 10. маја, а у чин јеромонаха 13. маја 1937. године. Током јуна 1938. године је изабран, а 30. октобра 1938. године хиротонисан за епископа мукачевско-прешовског, и на тој служби је остао до 1945. године. Међутим, из епархије су га 1941. године протерали Мађари, па је од 1945. до 1947. године администрирао рашко-призренском епархијом. Од новембра 1946. до маја 1947. администрирао је и црногорско-приморском митрополијом. За Ђурђевдан 6. маја 1943. служио је литургију у храму Светог Ђорђа на Чукарици.
20. маја 1947. године постављен је за епископа рашко-призренског и на том положају остао до смрти. Као епископ послао је фрулу владици Николају у Америку, 50-их година 20. века, после писма Владимира Рајевског, професора богословије светог Тихона Задонског у Саут Канану у Пенсилванији, где је и владика Николај такође радио. На празник Цвети 1954. године рукоположио је у чин јерођакона Петра Банкеровића у храму светог Георгија у Призрену, исте године га је у цркви Свете Тројице у Београду унапредио у чин јеромонаха. Петар Банкеровић (1925-1988) је касније био епископ у Аустралији 1977-1988. О проблемима у својој епархији обавештавао је Синод СПЦ, у извештају из 1951. обавештава да су Албанци срушили нову цркву у Ђаковици да би се од њеног материјала и на том месту подигао споменик Емину Дураку.
Владимир Рајић је преминуо 14. фебруара 1956. године. По сопственој жељи сахрањен је на православном гробљу у Призрену. Опело је извршио епископ бањалучки Василије, уз учешће бројног свештенства и народа. У извештају од 27. априла 1961. епископ Павле наводи да су на гробљу у Призрену поразбијане све порцеланске слике на православним споменицима, па и на споменику епископа Владимира.
Српска православна црква поднела је иницијативу да се део Омладинске улице у Ужицу назове његовим именом.